# R&F (Hong Kong)
R&F is een voetbalclub uit Hongkong. De club speelt in de Hong Kong Premier League.
R&F is eigendom van R&F Properties, dit bedrijf is ook eigenaar van de Chinese voetbalclub Guangzhou R&F FC.